# Jaroslav Schaller
Josef František Jaroslav Schaller (6. března 1738 na Konopišti – 6. ledna 1809 v Praze) byl piaristický kněz, vychovatel, středoškolský učitel a historik zabývající se topografií.

## Životopis

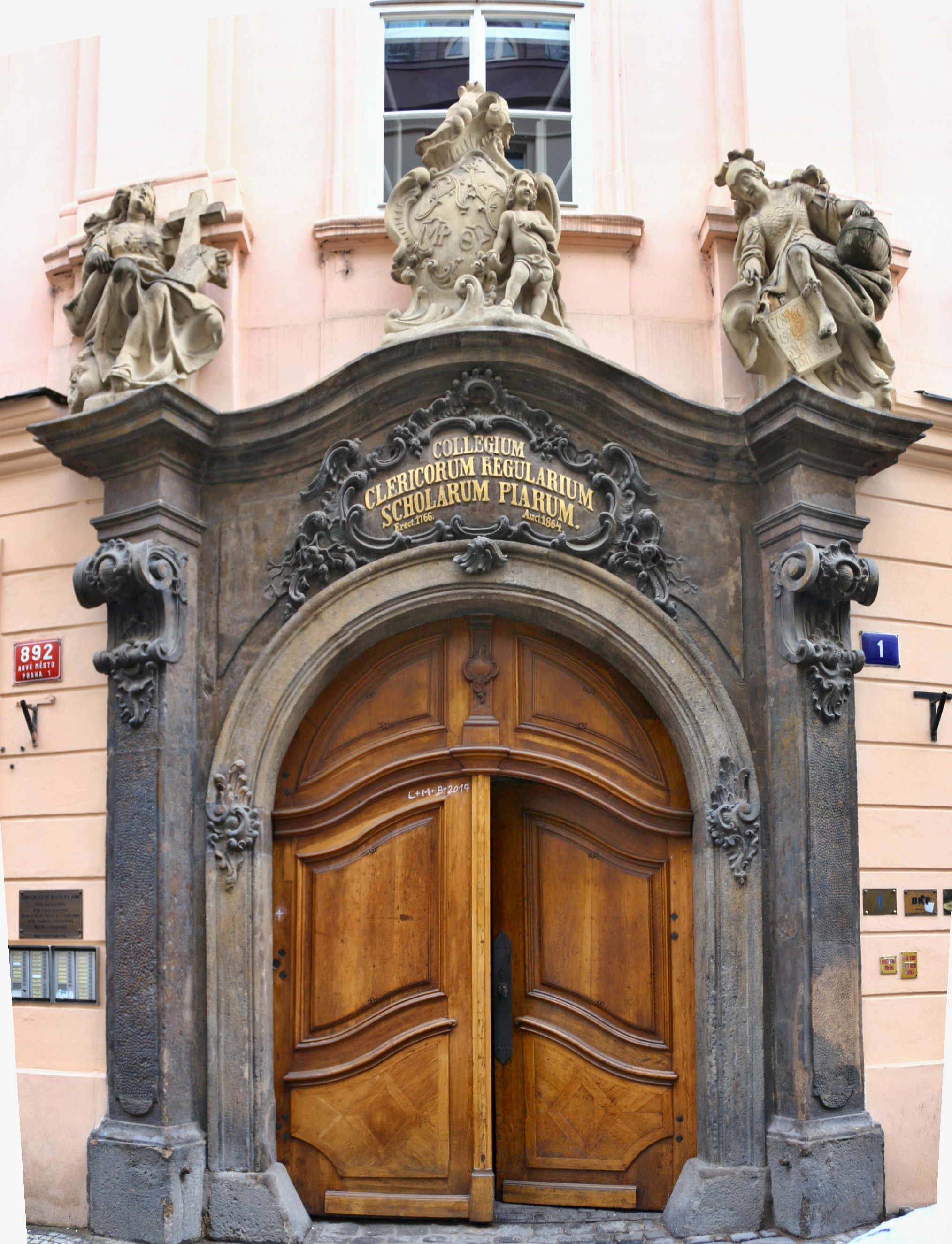
Piaristická kolej a gymnázium v pražské Panské ulici

Studoval na piaristickém gymnáziu v Benešově a po absolutoriu se stal členem piaristického řádu, kde postupně vyučoval na několika středních řádových školách, zejména na gymnáziu v Panské ulici v Praze 1.
Mezi lety 1766–1771, a poté od roku 1775 vychovával a vyučoval čtyři děti hraběte Františka Antonína Nostice-Rienecka. Vedle toho se věnoval své vědecké činnosti, ve které byl podporován intelektuály své doby, jako byl František Martin Pelcl, Josef Dobrovský, nebo další piarista Gelasius Dobner.

## Dílo
Ve svých dílech Schaller zužitkoval záliby v geografii, historii a vlastivědě. První kompendium knih Topographie des Königreiches Böhmen, které je jeho nejdůležitější edicí, je věnováno historické topografii Čech. Dílo se skládá ze 16 dílů, již ve své době se setkalo s pozitivním ohlasem, a dosud je ceněno pro svou topografickou přesnost.
Druhé stěžejní dílo je věnováno historickému místopisu města Prahy, a proto je rozděleno na čtyři oddíly: Staré Město, Nové Město, Malá Strana a Hradčany. Jde o první přesný místopis, zaznamenávající pamětihodné pražské domy podle starých popisných čísel (k přečíslování došlo počátkem 19. století) a hodnotící jejich významné majitele včetně jejich knihoven, uměleckých či přírodovědných sbírek. Knihu doprovází několik ilustrací (mědirytin Jana Berky). Z této knihy čerpali pozdější pragensisté, hojně například Antonín Novotný v knížkách z edice Žikešových špalíčků (Praha v květu baroka, Prahou F. L. Věka, ad.)
Kromě toho Schaller napsal také historická díla o dějinách svého řádu a jeho významných osobnostech, a o svém učitelském působení v Čechách a na Moravě.